# Cazouls-d'Hérault

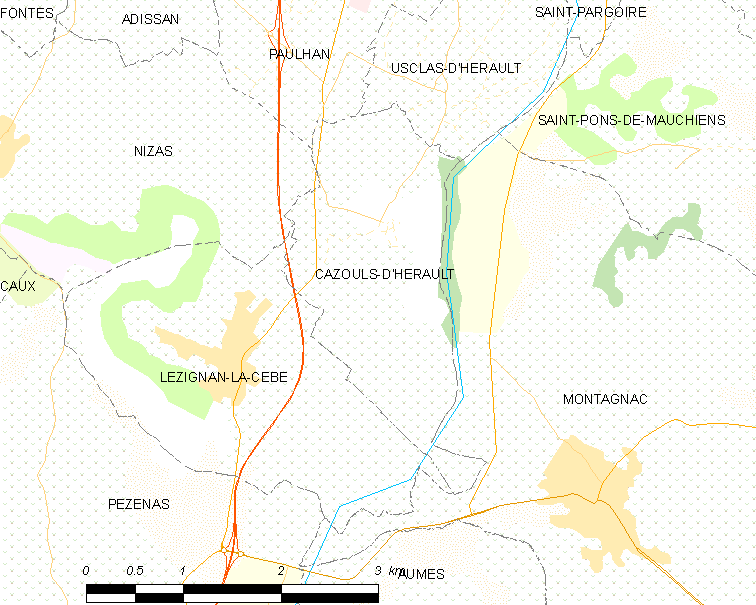
Mapa

 Cazouls-d'Hérault  es una población y comuna francesa, situada en la región de Occitania, departamento de Hérault, en el distrito de Béziers y cantón de Mèze.

## Demografía
| 343 | 315 | 330 | 302 | 283 | 272 | 399 |
| Para los censos de 1962 a 1999 la población legal corresponde a la población sin duplicidades (Fuente: INSEE [Consultar]) |     |     |     |     |     |     |